# Johann Tetzel
Johann Tetzel (Pirna, 1465. – Leipzig, 11. kolovoza 1519.), njemački fratar, dominikanac. 
Najpoznatiji je po prodaji oprosta tijekom 16. stoljeća, čak je napravio i cjenik za svaki pojedini grijeh. To je bio povod za Martina Luthera da izvjesi svojih 95 teza na crkvi u Wittenbergu. 1509. postao je službeni inkvizitor, a 1517. papa Lav X. ovlastio ga je i za prodaju oprosta (indulgencija) po cijeloj Njemačkoj.
Tetzel je tada naime, u papino ime (u skladu s tadašnjim naukom o oprostu) prodavao oproštajnice od prošlih i budućih grijeha, bez potrebe vjere i pokajanja, oproštenje se moglo kupiti ne samo za žive, već i za mrtve koji navodno borave u čistilištu. Tetzel je tvrdio da se duša, čim novac padne u sandučić za darove, odmah oslobađa iz čistilišta. 

## Citati
Sobald der Gülden im Becken klingt im huy die Seel im Himmel springt.
Vidi i:Protestantski stav o sakramentu ispovijedi